# Gerhard Schreiber (Militärhistoriker)
Gerhard Schreiber (* 26. Juli 1940 in Tepl, Reichsgau Sudetenland; † 17. Mai 2017) war ein deutscher Marineoffizier (Fregattenkapitän a. D.) und Militärhistoriker.
Nach dem Abitur trat er 1961 in die Bundesmarine (Crew X/61) ein und wurde zum Berufsoffizier ausgebildet. 1965/66 war er Inspektionsoffizier an der Marineunteroffizierschule in Plön. 1966/67 war er Fernmeldeoffizier auf dem Zerstörer 6 und dem Schulschiff Donau sowie im Anschluss an der Marineschule Mürwik in Flensburg-Mürwik. Ab 1968 studierte er Geschichte und Kunstgeschichte an der Universität Hamburg. 1976 wurde er bei Klaus-Jürgen Müller an der Philosophischen Fakultät mit der Dissertation Marineführung und deutsch-italienische Politik 1919 bis 1944 zum Dr. phil. promoviert. Der Inspekteur der Marine Vizeadmiral Günter Luther zeichnete ihn 1977 für seine Arbeit mit einem Preis aus. 1978 wurde sie unter dem Titel Revisionismus und Weltmachtstreben in die MGFA-Reihe Beiträge zur Militär- und Kriegsgeschichte. Marineführung und deutsch-italienische Beziehungen 1919 bis 1944 aufgenommen.
Von 1976 bis 1996 war Schreiber wissenschaftlicher Mitarbeiter am Militärgeschichtlichen Forschungsamt (MGFA) in Freiburg im Breisgau. Er veröffentlichte vor allem über die Zeit des Nationalsozialismus und die deutsch-italienischen Beziehungen. Er war u. a. Beiträger zur Reihe Das Deutsche Reich und der Zweite Weltkrieg (Bände 3 und 8) und gemeinsam mit Werner Rahn Herausgeber des mehrbändigen Kriegstagebuchs der Seekriegsleitung 1939–1945. Seine als Standardwerk angesehene Monografie Die italienischen Militärinternierten im deutschen Machtbereich 1943 bis 1945. Verraten – Verachtet – Vergessen wurde mit dem historischen Preis Guareschi der italienischen Stadt Acqui ausgezeichnet. Sein 1996 erschienenes Buch Deutsche Kriegsverbrechen in Italien „brach mit dem Mythos eines ‚sauberen‘ Italienkriegs der Wehrmacht“. Zuletzt arbeitete Schreiber an einer Gesamtdarstellung des Zweiten Weltkriegs in Italien. Schreiber war darüber hinaus Träger des Ehrenkreuzes der Bundeswehr in Gold und Großoffizier des Verdienstordens der Italienischen Republik sowie Ehrenbürger der Stadt Barletta in Apulien/Italien.
Schreiber lebte in Gundelfingen bei Freiburg im Breisgau.

## Schriften (Auswahl)
- Revisionismus und Weltmachtstreben. Marineführung und deutsch-italienische Beziehungen 1919 bis 1944 (= Beiträge zur Militär- und Kriegsgeschichte. Bd. 20). Deutsche Verlags-Anstalt, Stuttgart 1978, ISBN 3-421-01851-0.
- Hitler. Interpretationen 1923–1983. Ergebnisse, Methoden und Probleme der Forschung. Wissenschaftliche Buchgesellschaft, Darmstadt 1984, ISBN 3-534-07081-X (2., verbesserte und durch eine annotierte Bibliographie für die Jahre 1984–1987 ergänzte Auflage 1988).
- Die italienischen Militärinternierten im deutschen Machtbereich 1943 bis 1945. Verraten – Verachtet – Vergessen (= Beiträge zur Militärgeschichte. Bd. 28). Oldenbourg, München 1990, ISBN 3-486-55391-7.
- mit Ernst Willi Hansen, Bernd Wegner (Hrsg.): Politischer Wandel, organisierte Gewalt und nationale Sicherheit. Beiträge zur neueren Geschichte Deutschlands und Frankreichs. Festschrift für Klaus-Jürgen Müller (= Beiträge zur Militärgeschichte. Bd. 50). Oldenbourg, München 1995, ISBN 3-486-56063-8.
- Deutsche Kriegsverbrechen in Italien. Täter, Opfer, Strafverfolgung (= Beck’sche Reihe. Bd. 1168). Beck, München 1996. ISBN 3-406-39268-7.
- Der Zweite Weltkrieg (= Beck’sche Reihe. 2164). Beck, München 2002. ISBN 3-406-44764-3. (5. Auflage 2013)
- Kurze Geschichte des Zweiten Weltkriegs. Beck, München 2005, 221 Seiten. ISBN 3-406-52953-4.